# Torsten Svensson (radioman)
Torsten Elis Svensson, född 30 april 1895 i Luleå, Norrbottens län, död 9 januari 1980, var en svensk trafikinspektör samt radioman, känd under namnet Farbror Totta. Han var far till jazzmusikern och pianisten Gunnar Svensson.
Som ung stationsskrivare i Boden kom Svensson i kontakt med Bodens rundradio. Radiotjänst kom igång 1 januari 1925, men redan före detta fanns sändningar via så kallade radioklubbar, och detta skedde även i Norrbotten redan 1921. På våren 1925 anslöts Bodens rundradio till Radiotjänst. Ibland när ledningen till Stockholm inte fungerade tvingades man i Boden att improvisera fram program, så man fick tidigt viss vana som programmakare.
1926 fick Torsten Svensson ta hand om den norrbottniska motsvarigheten till "Barnens brevlåda" som sändes från Stockholm med Sven Jerring ("Farbror Sven"). (Även i Malmö fanns en lokal variant av Barnens brevlåda, som leddes av polismästaren Yngve Schaar som kallade sig "Farbror Kalle".) 
Torsten Svensson blev snart "Farbror Totta" med hela Norrbotten, och han hade även lyssnare i Norge och Finland. Svensson fick ofta tjänstgöra som dragplåster och uppträdde vid olika föreningsarrangemang med mera. Svensson kunde inte använda manuskript[förklaring behövs] utan improviserade i studion, dit han även bjöd in barn för att få en känsla av hur hans lyssnare reagerade. Enligt uppgift i ett radioprogram om radion i Norrbotten 1960 fanns då på radions Luleåkontor ännu cirka 1 000 brev från barn bevarade.
Torsten Svensson slutade med barnprogrammet troligen hösten 1930, varefter Thure Götharson (sedermera läroverksrektor i Karlskoga) tog vid till 1932, då barnradion fick sin tredje programledare, denna gång kallad "Farbror Wilhelm".
Svensson flyttade från Boden 1933, men återvände 1944.